# (6076) Plavec
(6076) Plavec es un asteroide perteneciente al cinturón de asteroides, región del sistema solar que se encuentra entre las órbitas de Marte y Júpiter, descubierto el 14 de febrero de 1980 por Ladislav Brožek desde el Observatorio Kleť, České Budějovice, República Checa.

## Designación y nombre
Designado provisionalmente como 1980 CR. Fue nombrado Plavec en homenaje a Mirek J. Plavec, astrónomo checo que vive en los Estados Unidos desde 1969, profesor de astronomía en la Universidad de California en Los Ángeles. Sus primeros trabajos trataron con lluvias de meteoritos, pero también es ampliamente conocido por sus estudios de binarios cercanos, especialmente de transferencia de masa en sistemas binarios.

## Características orbitales
Plavec está situado a una distancia media del Sol de 2,639 ua, pudiendo alejarse hasta 3,103 ua y acercarse hasta 2,175 ua. Su excentricidad es 0,175 y la inclinación orbital 8,155 grados. Emplea 1566,52 días en completar una órbita alrededor del Sol.

## Características físicas
La magnitud absoluta de Plavec es 12,7. Tiene 17,283 km de diámetro y su albedo se estima en 0,044. 